# هانس داهل (رسام)
هانس داهل (بالنرويجية: Hans Dahl )‏ (و. 1849 – 1937 م) هو رسام نرويجي، اشتهر بلوحاته للمضايق النرويجية والمناظر الطبيعية المحيطة، توفي عن عمر يناهز 88 عاماً.

## التعليم
تعلم في Kunstakademie Düsseldorf ‏.

## جوائز
حصل على جوائز منها:
- Knight of the Order of St. Olav‎  [لغات أخرى]‏.